# 楊遇春

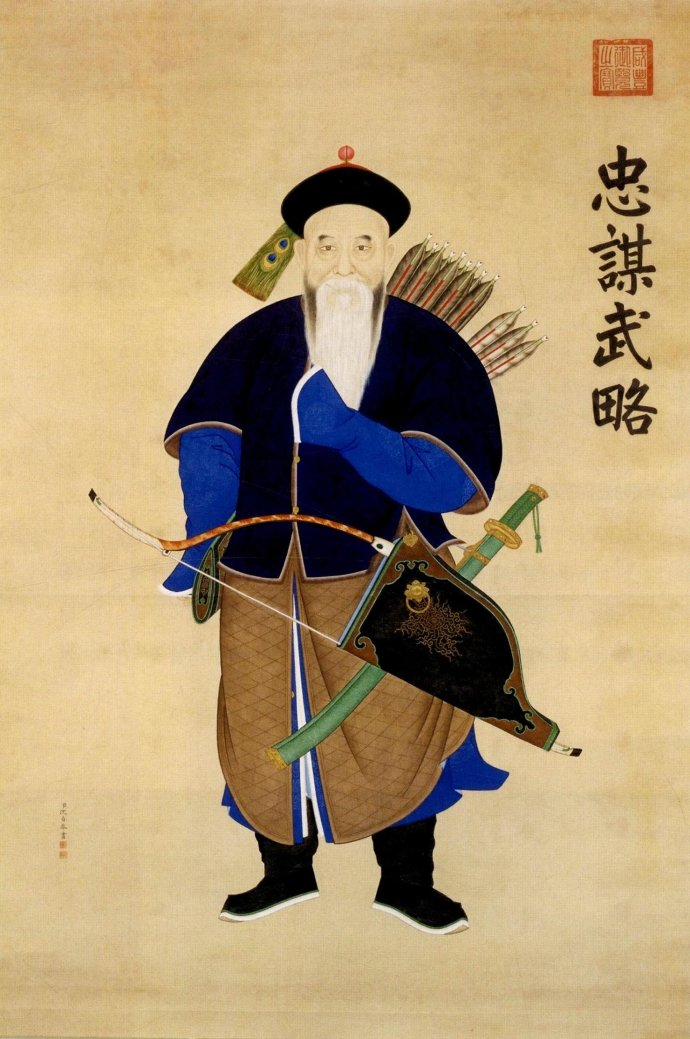
楊遇春

楊 遇春（よう ぐうしゅん、Yang Yuchung、1760年 - 1837年）は清の軍人。字は時斉。
四川省崇慶出身。武挙人出身でフカンガン（福康安）に抜擢された。甘粛省の回民の反乱、台湾の林爽文の乱、ネパールとの戦いに参加して、守備に昇進した。
1795年、フカンガンに従ってミャオ族の呉半生の反乱を鎮圧し、副将に任命された。1797年から白蓮教徒の乱の鎮圧にあたり、総兵、提督と昇進していった。
1813年、天理教徒の乱がおきると、陝甘総督ナヤンチェン（那彦成）が河南省に鎮圧に赴くのに随行し、首領の李文成を自殺に追い込んだ。
1825年、陝甘総督代理に任命された。1826年、新疆でのジャハーンギール・ホージャの蜂起を鎮圧するために、揚威将軍の長齢に随行し、翌年の渾河の戦いでジャハーンギール・ホージャを破って、カシュガル、ヤルカンド、イェンギサール、ホータンを陥落させ、次の年にはジャハーンギール・ホージャを捕らえて、陝甘総督を授かった。
楊遇春は数百に及ぶ戦闘に参加したが、身体に傷を受けたことがなかったために「福将」と称された。